# Pedro de Sousa Holstein

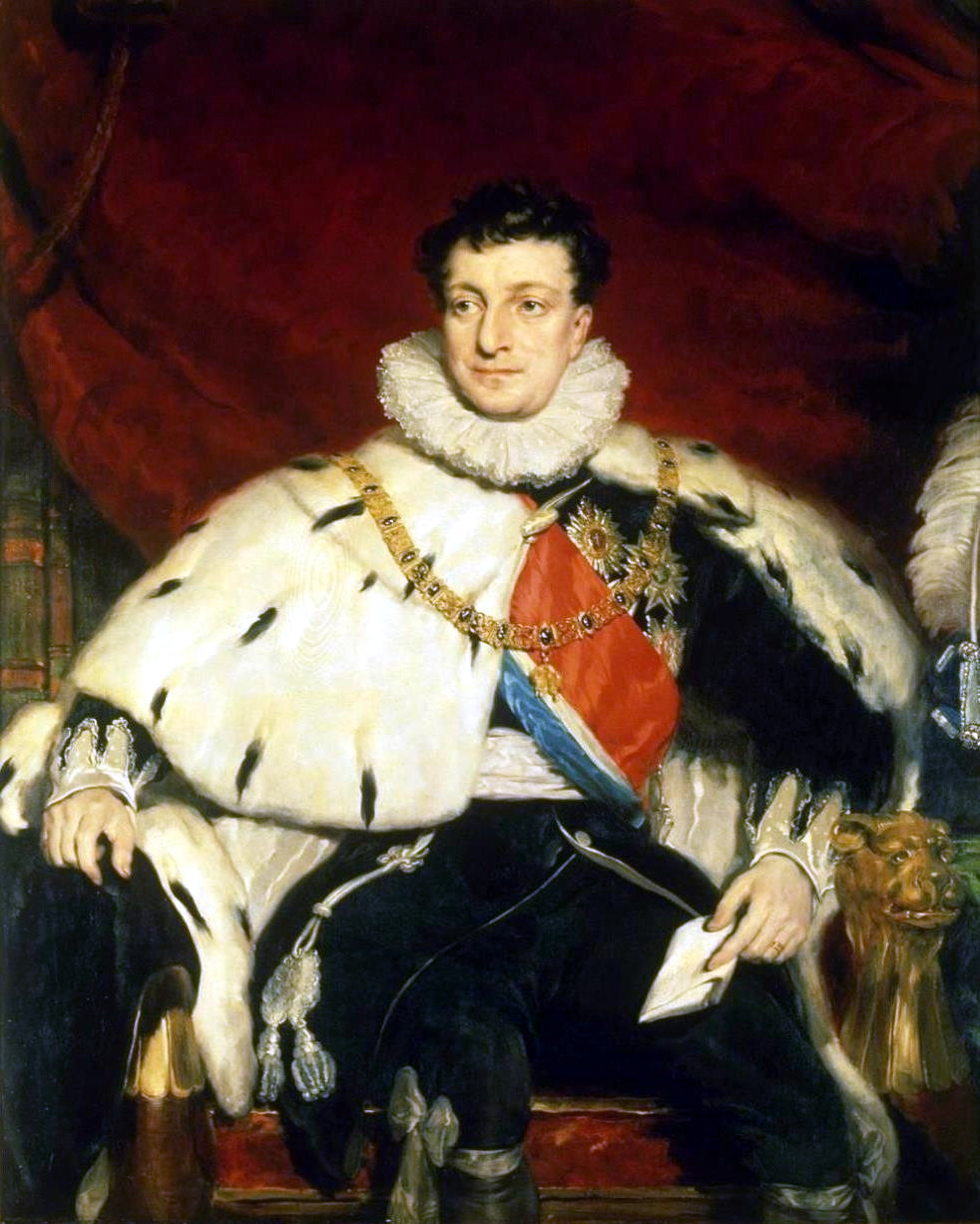
Pedro de Sousa Holstein, Herzog von Palmela

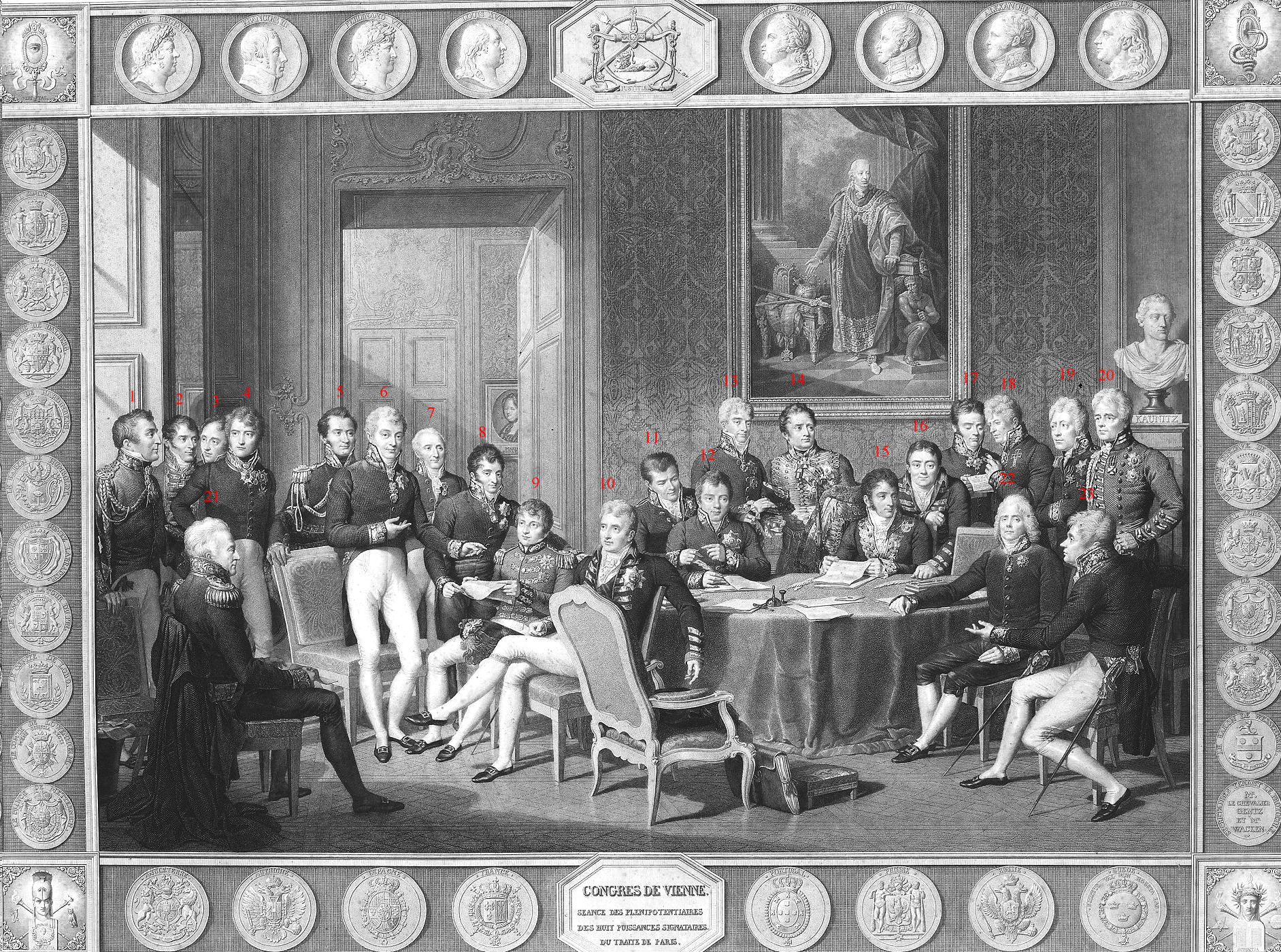
Sousa Holstein 1814 beim Wiener Kongress, neunter von links, er hält ein Schreiben (zeitgenössische Abbildung)

Pedro de Sousa Holstein (* 8. Mai 1781 in Turin; † 12. Oktober 1850 in Lissabon), seit 1812 erster Graf, seit 1823 erster Markgraf (Marquês) von Palmela, außerdem seit 1833 Herzog von Faial (dieser Titel wurde 1850 zum Titel eines Herzogs von Palmela umgewandelt), war ein portugiesischer Politiker und Militär aus der Zeit der Monarchie. Er war ein wichtiger Führer der Cartisten, repräsentierte das Königreich Portugal beim Wiener Kongress, war mehrfach Außenminister Portugals und von 1834 bis 1835 sowie 1846 zweimal Regierungschef seines Landes. Außerdem diente er seinem Land als Botschafter in Madrid, Berlin und Rom.

## Leben
Palmela stammte aus einer dänisch-portugiesischen Adelsfamilie, er war Enkel von Maria Anna Leopoldine, der ältesten Tochter des dänischen Herzogs Friedrich Wilhelms I. Bereits sein Vater Alexandre de Sousa e Holstein, der Sohn Maria Anna Leopoldines, diente seinem Land als Diplomat. In seiner Jugend lebte er deshalb zusammen mit seiner Familie in verschiedenen europäischen Städten. Von 1791 bis 1795 besuchte er ein Internat in Genf; danach ging er nach Portugal zurück, um an der Universität Coimbra zu studieren. Bereits ein Jahr später trat er in die portugiesische Armee ein. 1803 wurde er nach dem Tod seines Vaters zum Geschäftsträger an der portugiesischen Botschaft in Rom ernannt. Dieses Amt hatte er bis 1805 inne. Er lernte während seiner Zeit in Italien Wilhelm von Humboldt kennen und begann, die Lusiaden ins Französische zu übersetzen, kehrte aber im Jahr darauf nach Portugal zurück.
Nachdem die Truppen Napoleons 1807 Portugal besetzt hatten, blieb er im Lande und nahm ab 1808 aktiv an den Schlachten zur Befreiung seines Landes von den Franzosen teil. Da seine Stärken aber eher auf dem diplomatischen denn auf dem kriegerischen Gebiet lagen, wurde er 1810 vom Prinzregenten Johann VI. zum portugiesischen Vertreter bei der spanischen Krone ernannt. 1812 wurde er portugiesischer Botschafter in London, 1815 vertrat er das Land beim Wiener Kongress, danach kehrte er nach Großbritannien zurück. 1817 wurde er zum Außenminister ernannt. Als solcher sollte er nach Brasilien reisen, da die portugiesische Regierung immer noch in Rio de Janeiro residierte. Palmela, der keine Lust hatte, die großen europäischen Hauptstädte gegen Rio zu tauschen, verzögerte seine Abreise unter verschiedenen Vorwänden, bis 1821 die Liberale Revolution in Portugal ausbrach. Palmela reiste schließlich doch noch nach Brasilien und kehrte mit dem König nach Lissabon zurück. Nach seiner Rückkehr wurde er erneut zum Außenminister berufen.
Als 1824 die Königin Charlotte Johanna und Prinz Michael versuchten, den Absolutismus in Portugal wieder einzuführen, wurde Palmela als Anhänger der Konstitutionalisten kurzzeitig im Torre de Belém inhaftiert. Nachdem sich Johann VI. gegen seine Frau und seinen Sohn hatte durchsetzen können, wurde Palmela zum Markgrafen (Marquês) geadelt und als Botschafter nach London geschickt.
Dort überraschten ihn die dramatischen Ereignisse in Portugal, der Tod Johann VI., die Thronbesteigung und Abdankung Peters IV. (1826), die Regentschaft Prinz Michaels, schließlich dessen Putsch gegen seine Nichte und Braut Maria II. (1828). Sobald Palmela von der Absetzung Marias II. und der Machtübernahme der Absolutisten in Portugal erfahren hatte, trat er von seinem Posten als Botschafter zurück und begab sich nach Porto, wo er mit Saldanha zusammentraf und gemeinsam mit diesem den Kampf der Liberalen gegen die Absolutisten aufnehmen wollte. Allerdings sah er bald, dass die Zeit dafür noch nicht reif war und die Liberalen noch zu schwach waren, um sich gegen Michael durchzusetzen. Er verließ deshalb Portugal wieder und ging erneut nach Großbritannien ins Exil. Dieses Verhalten, von vielen Liberalen als „Flucht“ interpretiert, schadete seinem Ruf im liberalen Kreisen sehr. In London traf er mit Königin Maria II. zusammen, die auf dem Weg von Rio de Janeiro in ihr Exil in Wien dort Station machte.
Zwischenzeitlich hatte der spätere Herzog von Terceira am 11. August 1829 eine miguelistische Flotte vor der gleichnamigen Azoreninsel geschlagen. Die Insel war deshalb der einzige Teil des portugiesischen Reiches, der außerhalb der Herrschaft der Miguelisten lag. Terceira erkannte Palmela als Oberhaupt des liberalen portugiesischen Exils an. Peter IV. trat 1831 auch als Kaiser von Brasilien zurück, nahm den Titel eines Herzogs von Braganza an und ernannte Palmela zum Chef eines Regentschaftsrates, der bis zur Befreiung Portugals auf der Insel Terceira residieren sollte. Palmela begab sich deshalb auf die Azoren. Zusammen mit dem Herzog von Terceira organisierte er die Militäroperationen, mit denen auch die übrigen Inseln der Azoren den Miguelisten entwunden werden konnten. Peter IV. begab sich im Frühling 1832 selbst auf die Azoren und übernahm dort von Palmela den Vorsitz des Regentschaftsrates, Palmela wurde zum Außen- und Innenminister der liberalen Gegenregierung ernannt. Er nahm dann an der Landung der Truppen Peters IV. bei Porto teil, mit der der Miguelistenkrieg begann. Palmela trat als Außenminister zurück und begab sich nach Großbritannien, wo er unter den Mitgliedern des portugiesischen Exils Geldmittel für die Unterstützung des Kampfes der Liberalen einsammelte. Durch diese Organisation der notwendigen Geldmittel trug Palmela wesentlich zum Sieg der Liberalen im Miguelistenkrieg bei.
Nach dem Sieg über die Miguelisten und der erneuten Thronbesteigung Marias II. ernannte sie Palmela 1834 zum ersten Mal zum Regierungschef. Die erste Regierung Palmelas war von kurzer Dauer, da Palmela von seinen Gegnern kritisiert wurde, einseitig seine Anhänger bei der Vergabe von Posten zu bevorzugen. Palmela trat zurück, war aber in der kurze Zeit später folgenden Regierung des Herzogs von Saldanha erneut Außenminister. Nach der Septemberrevolution des Jahres 1836 musste Palmela, der als einer der wichtigsten Führer der Cartisten den Setembristen entsprechend verhasst war, zunächst ins Exil gehen. Auch die setembristische Regierung dieser Jahre musste allerdings Palmelas diplomatische Fähigkeiten bald anerkennen, und so wurde er zum Sonderbotschafter Portugals für die Krönung der britischen Königin Victoria ernannt. 1841 kehrte er nach Portugal zurück wurde Senator und Präsident der zweiten Kammer des Parlaments.
Nachdem António Bernardo da Costa Cabral 1842 durch seinen Putsch von Porto aus die letzte setembristische Regierung gestürzt hatte, ernannte die Königin erneut ein cartistisches Kabinett unter der Führung Palmelas. Allerdings konnte dieser sein Amt nicht antreten, der starke Mann im Lande war bereits Costa Cabral. Bereits zwei Tage später wurde Palmela der Auftrag zur Regierungsbildung wieder entzogen. Diesen erhielt zunächst der Herzog von Terceira, dann schließlich Costa Cabral, der das Land dann bis 1846 mit diktatorischen Mitteln regierte. Palmela unterstützte zwar die cartistische Linie der Regierung Costa Cabrals, nicht jedoch die Mittel, die dieser bei seiner Regierung anwendete. Dazu kam, dass Palmelas Ehefrau in dieser Zeit schwer erkrankte; Palmela zog sich deshalb zunächst ins Privatleben zurück. Nach dem Aufstand von Maria da Fonte, der die Diktatur Costa Cabrals beendete (1846), ernannte die Königin Palmela erneut zum Regierungschef. Palmela wurde als moderater Cartist gesehen, seiner Regierung gehörte mit dem Markgrafen von Sá da Bandeira auch ein prominenter Setembrist an. Allerdings änderte die Königin kurze Zeit später ihre Meinung und ernannte eine streng cartistische erzkonservative Regierung unter dem Herzog von Saldanha. Diese Handlung der Königin führte zu einem Bürgerkrieg. Palmela musste erneut ins Exil gehen und kehrte erst nach Ende des Bürgerkrieges 1847 zurück. Im darauffolgenden Jahr verstarb seine Frau. Palmela zog sich nun vollkommen aus dem politischen Leben zurück und verstarb zwei Jahre später.